# Ползік Ірина Паладіївна
Арына Вячорка, Арына Вележ, Ірина Паладіївна Ползік (біл. Ірына Паладзеўна Ползік; 14 квітня 1961, Мінськ, Білорусь — 9 квітня 2012) — білоруська громадська діячка, науковиця, педагог.

## Родина
Народилася в Мінську. Батько — вчений-винахідник, енергетик, професор технічних наук, а мати — викладач-економіст.

## Освіта
- 1983 — закінчила Білоруський державний університет імені В. І. Леніна, механіко-математичний факультет, спеціальність «Математик».
- 1990 — закінчила аспірантуру при БДУ за спеціальністю «Історія педагогіки».
- 1975 — закінчила музичну школу № 4 міста Мінська за спеціальністю фортепіано.
- 2009 — закінчила WSUS (Wyzsza Szkola Umiejetnosci Spolecznych), Polska. Отримала спеціальність «Менеджер культури».

## Робота і наука
- 1990—1996 — науковий співробітник лабораторії філософії та історії освіти Білоруського національного інституту освіти. Автор статей з історії білоруської педагогіки, історії техніки Білорусі, упорядник 2-х томної Бібліографії з історії білоруської педагогіки.

Автор статей в «Енциклопедії історії Білорусі», в книгу «Історія білоруської науки і техніки», ряду статей з історії білоруської математики. Учасник наукових конференцій України, Росії та Польщі.
- 1996—2007 — глава Білоруського лицарського клубу.
- 2007—2009 — продюсер ТОВ «Нова музична компанія».

## Громадська діяльність
Брала участь у молодіжному громадському об'єднанні «Білоруська Майстерня» (1979—1984). У 1985—1991 роках — учасник молодіжного історико-культурного об'єднання «Талака».
- 1992 — один із організаторів дитячого «Грунвальд».
- 1993 — один із засновників Лицарського руху в Білорусі.
- 1995—2008 — організатар першога лицарського турніру в Лошицькому парку, молодіжного етноісторичного фестивалю у Лошицькому парку — «Лошицький фест».

Продюсер лицарського руху в Білорусі: один з організаторів лицарських виїздів до Польщі на лицарський турнір Голуб-Добжинь (1995); в Литву — Каунас—1996 на інсценізацію Грюнвальдської битви, в Чехії (Млазовиці, 1997), організатор першої поїздки делегації Лицарських клубів на Грюнвальдську битву (Ольштин, 1998), організатор святкування річниці Грюнвальдської битви в Мінську (з 1996 по 1999 роки)
- 2001—2007 — керівник одного з найстаріших у Білорусі лицарських клубів «Велике князівство».
- 2000—2001 — творець і автор першого проекту історичної музики «Легенди Великого Князівства», який увійшов в десятку найпопулярніших білоруських музичних альбомів.
- 2002 — організатор понад 20 концертів старовинної та фольклорної музики «Легенди Великого Князівства».
- 2001—2006 — продюсер групи «Стары Ольса», продюсер музичного проекту «Вир», консультант музичного проекту «Історичний епос».
- 2006 — консультант фільму «Старовинні музичні інструменти Білорусі».

У 2003 році на конкурсі «Рок-коронація—2003» номінувалася на «Продюсер року». 2008 році — учасник журі «Рок-коронація—2007».
- 2002—2005 — організатор понад 20 концертів стародавньої білоруської музики «Легенди великого князівства».
- 2005 — автор і творець альбому історичної музики «Прадавня земля», у якому брали участь 10 груп та 6 виконавців.
- 2005 — один з організаторів I Національного Конкурсу молодих виконавців старовинної музики «В честь королеви Бони» (Мінськ, МТЭ).
- 2006 — один з організаторів II Національного Конкурсу молодих виконавців старовинної музики «В честь королеви Бони» (Новогрудок).

Творець серії музичних дисків «Білоруська музична колекція»: 2007 рік — «Постфольк», «Музика Великого Князівства Литовського», «Білоруський музичний авангард», 2008 рік — «Спів Білорусі» — збірник автентичної білоруської музики, «Медываль» — збірник середньовічної музики, «Сільська лірика» (жорстокі романси), 2009 рік — «Музика білоруських храмів».
- 2008 — один із засновників Білоруського клубу лютністів.
- 2009 — організатор концертів «Старовинна музика Білорусі і Європи».

Проекти: Лицарський турнір у Лошицькому парку, 1996 рік, семінар «Лицарство в минулому, сьогоденні і майбутньому», 1998 рік, культурні акції в підтримку мобілізаційної компанії, 2001 рік, Легенди великого князівства, 2004 рік.
Член «Товариства білоруської мови», Асоціації білорусів світу «Бацькаўшчына», ГО «БНФ „Відродження“».